# Zahnmedizinischer Prophylaxeassistent

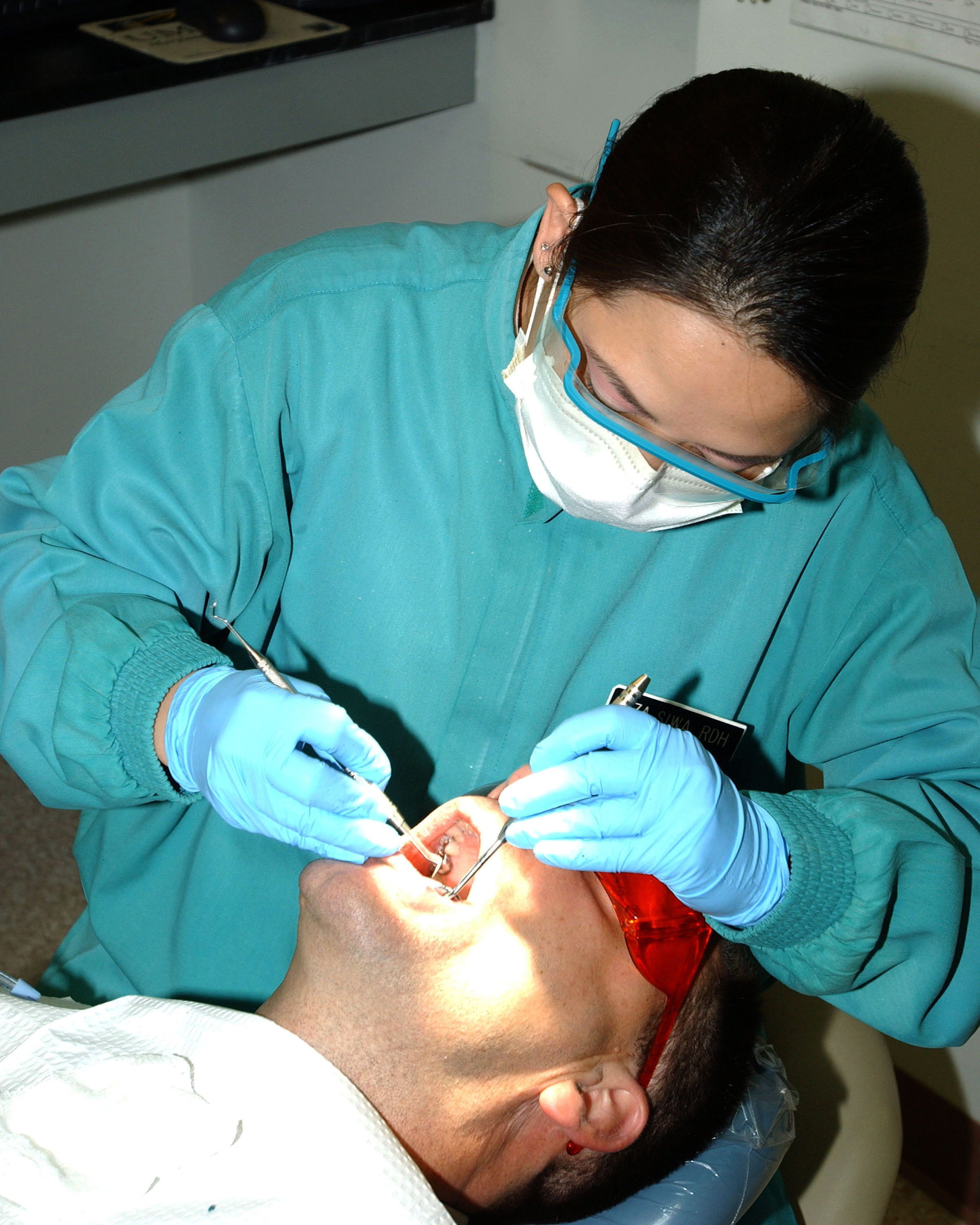
Zahnmedizinische Prophylaxeassistentin bei einer Zahnreinigung

Die zahnmedizinische Prophylaxeassistenz (ZMP) ist die Berufsbezeichnung einer Zahnmedizinischen Fachangestellten Person, die eine Aufstiegsfortbildung durchlaufen hat. Ziel der Aufstiegsfortbildung ist die Vermittlung umfassender Kenntnisse in den Bereichen Karies- und Gingivitisprophylaxe und professioneller Zahnreinigung, um unter zahnärztlicher Aufsicht Behandlungen durchzuführen, die Zahn- und Zahnfleischerkrankungen vorbeugen sollen. Dazu gehört die Aufklärung der Patienten über die richtige Zahnpflege. Zahnmedizinische Prophylaxeassistenten und -assistentinnen finden Beschäftigung in erster Linie in Zahnarztpraxen und zahnmedizinischen Kliniken. Darüber hinaus finden sie auch Beschäftigung bei Gesundheitsämtern.

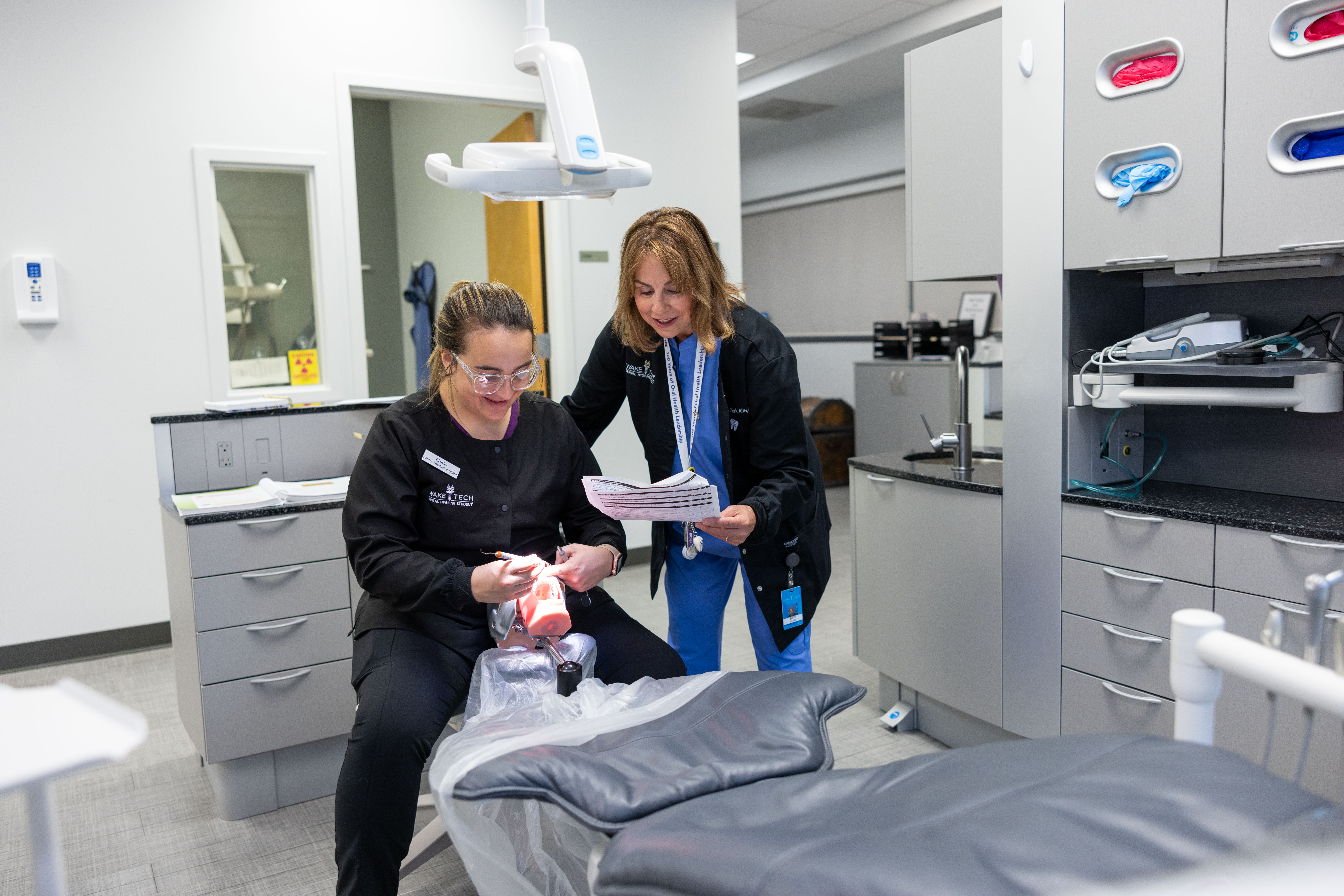
Zahnmedizinische Prophylaxe

## Zugangsvoraussetzungen
Die Fortbildung kann absolvieren, wer
- die Prüfung als Zahnmedizinische Fachangestellte oder Zahnmedizinischer Fachangestellter bzw.  Zahnarzthelferin oder Zahnarzthelfer bestanden hat,
- nach Abschluss der Berufsausbildung noch mindestens 1 Jahr als Zahnmedizinische Fachangestellte oder Zahnmedizinischer Fachangestellter bzw. Zahnarzthelferin oder Zahnarzthelfer tätig war,
- einen Nachweis über Kenntnisse gemäß der Röntgenverordnung vorlegt.

Je nach Zahnärztekammer können weitere Voraussetzungen gefordert werden, beispielsweise in Bayern den Nachweis über den Besuch eines Kurses zur Herz-Lungen-Wiederbelebung von mindestens 9 Unterrichtseinheiten.

## Ausbildung
Gemäß der Musteraufstiegsfortbildungsordnung der Bundeszahnärztekammer (BZÄK) umfasst die Fortbildung 350 Stunden, die in dualer Form durchgeführt werden kann. Dies bedeutet, dass die Fortbildung praxisbegleitend durchgeführt wird. Jede Zahnärztekammer kann dabei die Aufteilung der Stunden und den Umfang selbst festlegen.
- Im Bereich der Bayerischen Landeszahnärztekammer ist die Aufstiegsfortbildung in verschiedene Blöcke (Bausteinfortbildung) unterteilt und umfasst mindestens 224 Unterrichtsstunden. Hinzu kommen 176 Unterrichtsstunden in der Praxis durch Führen eines Testathefts.

- Im Bereich der Landeszahnärztekammer Baden-Württemberg umfasst die Fortbildung mindestens 400 Stunden, die sich in „Gruppen- und Individualprophylaxe“, 70 Stunden,  „Herstellung von Situationsabformungen und Provisorien“, 30 Stunden, „Fissurenversiegelung von kariesfreien Zähnen“, 30 Stunden, Berufspraktikums (Pflichtenheft) mit mindestens 100 Stunden und einem ZMP-Aufbaukurs mit mindestens 170 Stunden, aufteilen.

Die Dauer beträgt in Vollzeit 3 Monate, in Teilzeit 6–7 Monate.

### Ausbildungsinhalte
Folgende Ausbildungsinhalte werden vermittelt:
- Erheben von Plaque- und Blutungsindices
- Kariesrisikoeinschätzung und Erarbeiten von Therapievorschlägen
- Durchführung der professionellen Zahnreinigung im sichtbaren Bereich
- Beratung und Motivation der Patienten zur Verhütung von oralen Erkrankungen und zur Verhaltensänderung
- Fissurenversiegelung
- Kofferdam
- Abdrucknahme
- Ergonomische Arbeitshaltung und systematische Behandlungsplanung
- Intensive praktische Übungen

Die Ausbildung endet mit einer Abschlussprüfung. Die Fortbildungskosten liegen zwischen 1.600 Euro und 4.055 Euro.

## Gehalt
Nach der Aufstiegsfortbildung zur Zahnmedizinischen Prophylaxehelferin, ist eine Gehaltserhöhung bis 25 % möglich. Das Durchschnittsgehalt beträgt 1.793 €, in einer Spanne je nach Bundesland, Berufserfahrung, Alter und Betriebszugehörigkeit zwischen 1.100 € und 3.800 €.